# El ascenso de las tortugas ninja
El ascenso de las tortugas ninja (en inglés Rise of the Teenage Mutant Ninja Turtles) fue una serie de televisión animada de comedia en formato 2D tipo ciencia ficción de la cadena infantojuvenil Nickelodeon. Desarrollada y producida por Andy Suriano y Ant Ward, está basada en la franquicia de Tortugas Ninja, originalmente creada por Kevin Eastman y Peter Laird. La serie fue estrenada el 17 de septiembre de 2018. Fue anunciada por Nickelodeon el 2 de marzo de 2017, confirmando un total de 26 episodios antes del último episodio de la serie que inició en 2012,  Teenage Mutant Ninja Turtles. Esta serie reimaginada tiene a las Tortugas en nuevas aventuras mientras buscan desbloquear los secretos místicos de la Ciudad de Nueva York y sus propios poderes para salvar al mundo de la maldad.
El 27 de julio de 2018, Nickelodeon renovó la serie para una segunda temporada que constaba de 26 episodios, antes del debut oficial de la primera temporada. Sin embargo, esta fue recortada y obtuvo tan solo 13 episodios, contando las cuatro partes que conforman el final oficial de la serie. El último episodio se emitió el 7 de agosto de 2020, y la serie tuvo en total 39 capítulos.
Una película titulada El ascenso de las Tortugas Ninja: La película se estrenó en Netflix el 5 de agosto de 2022, marcando fin a la serie.
Se estrenó en España el 31 de octubre de 2018 en Nickelodeon.

## Sinopsis
En las profundidades de las alcantarillas de la ciudad de Nueva York, Raphael, Donatello, Leonardo y Michelangelo están en los inicios de su adolescencia y los hermanos emprenden nuevas y emocionantes aventuras. Aprovechan sus nuevos místicos poderes ninja para aprender a trabajar juntos mientras navegan los peligros del mundo moderno y otros reinos ocultos. Los hermanos obtienen un aspecto completamente nuevo, nuevas armas y nuevos poderes a medida que descubren la ciudad oculta debajo de Nueva York y encuentran tiempo para una porción de su pizza favorita.
En la primera temporada, los hermanos tortuga, junto con su amiga April O'Neil, conocen a un malvado alquimista llamado Baron Draxum y al peligroso Clan del pie. También se enteran del secreto de su maestro Splinter: que alguna vez fue experto en artes marciales y la estrella de cine, Lou Jitsu. Deben recolectar piezas de una antigua armadura oscura llamada Kuroi Yōroi para evitar que el Clan del pie y Draxum resuciten a Shredder, un demonio que alguna vez fue desterrado por los antepasados de Splinter.
En la segunda temporada, los hermanos se enfrentan a nuevos y viejos enemigos, sobre todo al malvado Shredder, y deben evitar que destruya toda la ciudad de Nueva York. En el proceso, también deben ayudar a Baron Draxum a descubrir su propia mejor naturaleza.

## Elenco

### Tortugas Ninja
- Raphael: Una tortuga mordedora que es el "hermano mayor, físicamente más corpulento y más fuerte". En esta serie específica, él es el líder del equipo de Tortugas Ninja. A menudo actúa antes de pensar, algo que a menudo causa problemas a las otras tortugas. Originalmente, Raph usó dos sais, pero luego usa dos tonfas en batalla que pueden amplificar su propia fuerza con una energía roja. En el episodio 5, se revela que es alérgico a la crema de cacahuete.
- Donatello: Una tortuga de caparazón blando que es el "genio del equipo". Tiene un dron asistente llamado "Sheldon" junto con muchos otros proyectiles de batalla que fabrica para ayudarlo en batalla debido a su especie. Él esgrime un bō de alta tecnología en batalla que puede transformarse en una multitud de armas como taladros o un martillo propulsado por cohetes.
- Leonardo: Una tortuga de orejas rojas que es el 'autoproclamado' "hermano más cool". También se le conoce como el "engañoso" del grupo, y cree que sus chistes cortos de una-sola-oración "encenderán el equipo". Usó originalmente dos ninjatōs, pero luego empuñó una espada ōdachi en batalla que además puede abrir portales dimensionales.
- Michelangelo: Una tortuga de caja que es el "hermano más joven, gracioso y bromista". En esta serie especifica aparece como el preadolescente del grupo. Es un artista, y también se le llama como un "comodín". Originalmente usaba un par de nunchakus, pero luego usa un kusari-fundo en batalla que puede convertirse en un espíritu de fuego.

### Aliados
- April O'Neil: Una amiga humana de las Tortugas Ninja. En esta serie, April es una chica fiestera afroamericana con gafas y amante de la diversión y que busca constantemente (y no logra mantener) un trabajo para mantenerse a sí misma. Cuando pelea, ella esgrime un bate de baseball normal que posteriormente se convierte en uno místico. Más que una aliada, ella ha demostrado ser una hermana mayor para las tortugas, incluso llegando a considerarla parte de la familia y obteniendo el Ninpo del clan Hamato junto a las tortugas.
  - Mayhem (Caos): La mascota mutante similar a un perro adoptada por April que tiene habilidades de teletransportación. Es un agente que trabajó contra Baron Draxum.
- Splinter: Una rata gris mutante humanoide que es el sensei y padre adoptivo de las Tortugas Ninja. Él no comienza a entrenar a las tortugas con seriedad sino hasta que se descubren amenazas sobre Baron Draxum, el guerrero científico alquimista que mutó a las tortugas y responsable principal de su mutación y la de otros humanos también. Su identidad es el famoso maestro de artes marciales "Lou Jitsu". Al parecer sabe acerca de los planes del Foot Clan, pues su deber es proteger al mundo de Destructor.
- Karai: Karai no aparece en escena hasta el final de la serie, mostrándose como la ascendiente y fundadora del Clan Hamato, que se sacrificó para mantener la conciencia del Kuroi Yoroi dormida. Es ella quien guía a April y a las tortugas a despertar su Ninpo, para así poder derrotar a Shredder y a sus aliados.

### Antagonistas
- Baron Draxum: Un guerrero Yōkai de piel turquesa y alquimista de la "Ciudad Oculta" con cabello granate y patas como las de un fauno. También se le conoce como el "Creador de mutantes". Como el "autoproclamado" protector de toda la raza Yōkai, él buscaba transformar a los humanos en mutantes para que así él mismo pudiese cumplir con su título. Hizo una organización contra las tortugas formada por todos los mutantes malvados (excluyendo a Todd). Fue el responsable de la mutación tanto de las tortugas como de Splinter, y finalmente obtiene su rendición como villano, abandonando los planes de extinción humana después de haber sido usado y traicionado por el Foot Clan al final de la primera temporada. Miguel Ángel decide que Draxum es parte de su familia, y se encarga de unir lazos entre sus hermanos, padre y amiga con el Yōkai. Actualmente, es un aliado muy cercano y es considerado el segundo padre de las tortuga por Mikey.
  - Hunginn y Muninn: Dos criaturas estilo gárgolas que a menudo se ven sentadas en los hombros de Baron Draxum. Su nombre y presencia como compañeros constantes de Draxum son una referencia a los cuervos Hugin y Munin en la mitología nórdica. No se supo más de ellos después de que Draxum dejase de lado su postura de villano.
- Foot Clan: En esta serie, el Foot Clan se une en alianza con el Baron Draxum como mercenarios contratados, aunque terminan traicionándolo. Tienen el poder de la teletransportación a través de pasadizos dimensionales ocultos, además de crear guerreros del pie a través del origami y mantener bajo el perfil del clan a través de una tienda de zapatos. Ellos tienen su propia misión: resucitar a su sensei muerto (Destructor) recolectando las partes mágicas de su armadura, el Kuroi Yoroi, que están esparcidas por todo Nueva York.
- Cassandra "Casey" Jones: Anteriormente "Foot Recruit", Casey no muestra su verdadera identidad hasta el final de la serie. Durante el transcurso de la misma, se nos presentó a este personaje como una temperamental y energética chica, leal al Foot Clan y a sus ideales. Ella nunca se rindió a pesar de los desplantes que solía sufrir de parte de su propio clan, iniciando una revolución con pequeñas niñas de un club explorador que vendía galletas. Poco a poco, ella se vuelve involucrada en una pequeña amistad con Splinter, quien la aconseja y le ayuda tras un bajón emocional, a pesar de ser técnicamente enemigos. Casey demuestra apreciar el reconocimiento de quien fue Lou Jitsu, y empieza a cuestionar su estadía en el Foot Clan inclusive después de lograr ascender de categoría, algo que ella siempre deseó, solo para no dañar a Splinter tras su captura y su casi muerte en la pelea final contra Shredder. Eventualmente, ella se ha vuelto una aliada más de las tortugas.
- Meat Sweats (Carne Sofrita):  Ex chef famoso que fue mutado en un cerdo mutante. Sus brazos están hechos de zarcillos que se adhieren a los mutantes para drenar su poder. Su principal objetivo es capturar mutantes para cocinarlos como si fueran el plato principal y así adquirir sus poderes, siendo las tortugas su gran "obra maestra".
- Albearto (Alberto): Es un gran oso animatrónico que tiene pelaje marrón, bigote y usa un atuendo de chef. Su programación fue arruinada por Abril en su trabajo en la pizzería, quien luego de ser reparado por Donatello, se volvió hacia su programación y obtuvo pensamiento propio. Suele reconstruirse cada vez que lo rompen, ya que su cabeza puede manipularse sin necesidad de un cuerpo, además de controlar la tecnología con sus cables.
- Warren Stone: Un antiguo presentador de noticias que fue mutado en Lombriz que dice ser el mayor némesis de las tortugas ninja (aunque eso es lo que cree), pero estos no lo toman en serio y resulta ser más una molestia que una amenaza. Siempre visita una tienda de magia negra mutante para obtener artefactos místicos que le otorguen super poderes.
- Hypno-Potamus: Un mago de escenario que fue mutado en Hipopótamo debido a su asistente mascota del mismo animal. Sus poderes incluyen hipnotismo, teletransportación, manejo letal de aros y sacar cosas de su ropa y sombrero. También posee un afán por encontrar artefactos antiguos para adquirir nuevos poderes.
- Repo Mantis: El encargado del basurero de la ciudad que fue transformado en una mantis religiosa gris. Hace un trato con Mickey y Donatello para robar el camper de Todd a cambio de una réplica de una nave espacial de un programa de televisión. Luego se unió al Barón Draxum en su equipo anti-tortugas.
- Ghostbear: Un luchador profesional que tiene una mala actitud sobre sus fans. Es admirado por Rafael. Fue el campeón invencible durante mucho tiempo hasta que Leonardo, de forma accidental, cayó sobre él arrebatándole el título. Regresa para cumplir su venganza pero es derrotado por las cuatro tortugas.
- Baxter Stockboy: La versión joven de Baxter Stockman que trabaja como apilador en el supermercado de sus padres. Hace videos de Youtube con temática de horror para que la gente le preste atención. Fue detenido por las tortugas y Abril y luego les juro venganza. Este Baxter a pesar de ahora ser un niño ha demostrado inteligencia y conocimiento superior a la de una persona de su edad, inclusive llegándose a convertirse en una amenaza real al tratar de revelar la identidad de las tortugas ante toda New York.
- Mrs. Cuddles: Un peluche poseído con la forma de una coneja hembra. Rafael le tiene un temor profundo por sus palabras, lo cual ocasionó burlas de parte de sus hermanos hasta que demostró su lado malvado.
- Big Mama: Big Mama es uno de los antagonistas más imponentes de toda la serie. Ella parece ser una figura bastante autoritaria e importante dentro de la ciudad oculta, y maneja negocios grandes como un hotel lujoso, subastas costosas y el Battle Nexus, una arena de lucha cruel y despiadada dedicada al entretenimiento del público. Además de ello, posee muchas reliquias místicas misteriosas que vende o consigue con otros Yōkais importantes, como lo fue en su momento el Baron Draxum. Big Mama en algún momento mantuvo una relación romántica con la estrella de cine Lou Jitsu (actualmente, Splinter), y parece que le sigue teniendo cierto cariño a pesar de que lo traicionó y lo obligó a luchar en la batalla del Nexo. Ha demostrado que está dispuesta a lo que sea para salirse con la suya, y que los contratos que suele hacer siempre vienen con modificaciones de último momento, todo para que el asunto le favorezca siempre y así no tener ninguna pérdida monetaria, material o autoritaria. La actitud de esta dama araña Yōkai se asemeja mucho a la de un antihéroe, ya que toma decisiones pensando en autocomplacerse y causando algún estrago mayor, pero ayudando a las tortugas en algunas ocasiones cuando la situación lo amerita, e indirectamente ayudando a salvar el mundo, como pasó en el final de la serie al ayudar a las tortugas a encontrar la ubicación de Shredder. Tiene un broche místico que la hace ver como una amable y refinada mujer humana, pero su forma real es la de una araña Yōkai de gran tamaño.

### Otros
- Stewart: Es un delivery-man de alimentos que, sin saberlo, siguió a los secuaces de Baron Draxum hasta la Ciudad Oculta, lo que después resultó en que Baron Draxum usara uno de los Oozesquitos para convertir a este repartidor en un pez blanco mutante y luego trata de huir. Mencionó antes de su mutación que el pescado blanco se usaba para imitar la carne de cangrejo que sirven sus empleadores. En el episodio "Bug Busters", Stewart fue visto peleando en el Battle Nexus, donde se enfrentó a un pulpo operador de elevadores en una pelea de bofetadas.
- Todd Capybara: Un amistoso y desinteresado capibara mutante, cuidador caritativo de la tienda de animales "Cuddles Cakes Puppy Rescue" en Long Island. A cambio de que Todd renuncie a su RV, Michelangelo y Donatello construyen un nuevo tipo de residencia para Todd y sus cachorros rescatados, y se vuelve un aliado recurrente de los Mad Dogs. Este mutante es bastante reconocido a lo largo de la serie por su fantástica limonada.
- Señor Hueso: Un esqueleto Yōkai que tiene muchas habilidades y conocimientos resguardados. Hueso es el dueño de un restaurante oculto en New York, y un personaje bastante recurrente dentro de la serie gracias a sus distintos conocimientos sobre la ciudad oculta. Principalmente se le puede ver junto a Leonardo, quien es la tortuga más cercana a él, y el encargado de mejorar su reputación dentro de la ciudad mística y recuperar lazos con su hermano pirata el Capitán Piel. A pesar de ello, hueso no duda en expresar de ciertas maneras su disgusto por la presencia de las tortugas y sobre todo por Leo, esto debido a su naturaleza caótica y desvergonzada. Entre una de sus tantas habilidades, Hueso tiene la capacidad de fusionarse con Piel para así formar a un nuevo ser, llamado "Don Suave", cuyo poder es la atracción a cualquiera que lo mire directamente.
- BullHop (Botorones): Un Bellhop que fue mutado en un Toro, en el capítulo del mismo nombre, él se sentía solo y triste por su mutación y culpó a las tortugas en un principio por su mutación, después de que estos lo encuentran, lo tratan de animarlo y lo llevan a su guarida. Más tarde los ayudo como espía infiltrado en el mismo hotel de Gran Mama, después de la misión decidió seguir su camino por cuenta propia.
- Sunita: Sunita empezó como una alumna de intercambio en la misma escuela que April, y pronto se vuelve amiga cercana de ella. Usa un broche de camuflaje para ocultar su forma Yōkai de Slime verde, y no tarda en convertirse en una aliada más de las tortugas.

## Producción
El 2 de marzo de 2017, Rise of the Teenage Mutant Ninja Turtles se anunció como una nueva recreación de la franquicia de Teenage Mutant Ninja Turtles. Cyma Zarghami, presidenta del Grupo Nickelodeon, declaró en un comunicado de prensa:
"Las Tortugas son una propiedad que tiene reinvención en su ADN, que la mantiene fresca y relevante para cada nueva generación mientras satisface la demanda de sus fans adultos. Las 'Tortugas' ha sido una franquicia increíblemente importante para nosotros desde que la reiniciamos hace cinco años. , y estamos entusiasmados con la serie nueva para llevar a los personajes en una dirección diferente con más humor, una sensación más joven y liviana y nuevas dimensiones para explorar".
El logotipo de la serie se reveló al público a mediados de octubre de 2017. El 2 de noviembre de 2017, Nickelodeon anunció el elenco oficial de actores de voz para los personajes principales de bando de las tortugas en su idioma original. Además de estas noticias, el actor de voz Rob Paulsen, quien anteriormente interpretó a Raphael en la serie de televisión de 1987–1996, así como a Donatello en la serie de televisión de 2012–2017, fungió como director de voz de esta serie de televisión. John Cena fue elegido como el villano Baron Draxum. Además de la dirección de voz, Rob Paulsen también proporcionó trabajo de voz junto con Maurice LaMarche.
El 1 de febrero de 2018, Nickelodeon anunció y reveló los principales diseños artísticos de los personajes principales. Esto ocurrió durante un evento de Facebook, que se transmitió en vivo ese día. El 23 de marzo de 2018, Nickelodeon lanzó el primer tráiler de la serie. A mediados de mayo de 2018, se anunció que cada episodio constará de dos cortometrajes de 11 minutos. Cada uno de ellos contará historias independientes y autónomas con indicios de una trama más grande. El 26 de junio de 2018, la canción de introducción de la serie fue lanzada por Nickelodeon. El 20 de julio de 2018, la serie se emitió como un adelanto después de Kids' Choice Sports Awards de 2018. El 17 de septiembre de 2018, el programa se estrenó oficialmente en Nickelodeon. Los servicios de animación para El ascenso de las tortugas ninja son suministrados por el estudio de animación Australiano Flying Bark Productions.

## Episodios
Cada episodio tiene una duración de 22 minutos, y a su vez la mayoría está dividido en dos segmentos individuales de 11 minutos cada uno (ej: el episodio dos se divide primero en el segmento A titulado "Origami Tsunami", mientras que el segmento B se titula "Donnie's Gifts"), relatando una historia diferente; algunos pocos de los episodios cuentan con una sola historia, sin estar dividida en dos bloques, que se extiende durante la duración completa de 22 minutos (como el primer y séptimo episodio).

### Temporada 1 (2018-2019)
| N° serie | N° temp. | Título                                                                                              | Dirección                                    | Guion                                                | Estreno original         | Estreno en Latinoamérica                             |
| --- | -------- | --------------------------------------------------------------------------------------------------- | -------------------------------------------- | ---------------------------------------------------- | ------------------------ | ---------------------------------------------------- |
| 1 | 1        | «Caos místico» «Mystic Mayhem»                                                                      | Brendan Clogher y Sebastian Montes           | Ian Busch, Russ Carney, Ron Corcillo y Jesse Gordon  | 20 de julio de 2018      | 27 de julio de 2018 (Online)22 de septiembre de 2018 |
| Las Tortugas Ninja descubren que no son las únicas cosas más extrañas de Nueva York cuando se encuentran con dos villanos de la Ciudad Oculta que persiguen a un agente parecido a un perro. Ellos tienen su primer encuentro con Baron Draxum, quien está creando mutantes con la ayuda de sus Oozesquitos. |          | |                                              |                                                      |                          |                                                      |
| 2a | 2a       | «Origami Tsunami» «Origami Tsunami»                                                                 | Jamie Vickers                                | Russ Carney y Ron Corcillo                           | 25 de septiembre de 2018 | 29 de septiembre de 2018                             |
| Añorando las emociones de la vida de héroe, Leo habla con el equipo para rastrear al dúo de ladrones de papel que actualmente acechan la ciudad. Al hacerlo, las Tortugas se topan con el Clan Foot, que usa su habilidad mística para crear guerreros de origami a partir del papel robado. |          | |                                              |                                                      |                          |                                                      |
| 2b | 2b       | «Los regalos de Donnie» «Donnie’s Gifts»                                                            | Sebastian Montes                             | Russ Carney y Ron Corcillo                           | 17 de septiembre de 2018 | 29 de septiembre de 2018                             |
| Donnie crea un nuevo equipamiento para sus hermanos para que puedan superar sus malos hábitos. Sin embargo, el equipamiento solo se convierte en una molestia mientras luchan contra el chef mutado apodado Meat Sweats, que planea cocinar a las tortugas para obtener sus poderes. |          | |                                              |                                                      |                          |                                                      |
| 3a | 3a       | «Guerra y pizza» «War and Pizza»                                                                    | Brendan Clogher                              | Ian Busch                                            | 27 de septiembre de 2018 | 20 de octubre de 2018                                |
| Para salvar el empleo de April como capitana de fiesta en la pizzería Albearto, Donnie actualiza el animatronic principal del establecimiento, solo para que este se salga de control. |          | |                                              |                                                      |                          |                                                      |
| 3b | 3b       | «Noticiable» «Newsworthy»                                                                           | Brendan Clogher                              | Ian Busch                                            | 27 de septiembre de 2018 | 20 de octubre de 2018                                |
| Para probarse a sí mismo como el mayor enemigo de las Tortugas, la antigua lombriz de tierra convertida en mutante Warren Stone se interpone en el camino de las Tortugas mientras rastrean a Hypno-Potamus, quien ha estado secuestrando a los compañeros animales de otros magos. |          | |                                              |                                                      |                          |                                                      |
| 4a | 4a       | «Repo Mantis» «Repo Mantis»                                                                         | Sebastian Montes                             | Jesse Gordon                                         | 20 de septiembre de 2018 | 6 de octubre de 2018                                 |
| Mikey y Donnie intentan conseguir un buggy lunar Júpiter Jim de un depósito de depósitos, donde chocan con su propietario, Repo Mantis. A cambio del vehículo de utilería, Mikey y Donnie son contratados como recolectores y enviados a recuperar una casa rodante en Long Island. Sin embargo, el trato se deteriora cuando conocen al poseedor de la casa rodante, un amable mutante llamado Todd Capybara y sus cachorros.                                         |          | |                                              |                                                      |                          |                                                      |
| 4b | 4b       | «Enfermo de gripe» «Down With the Sickness»                                                         | Jamie Vickers                                | Jesse Gordon                                         | 18 de septiembre de 2018 | 6 de octubre de 2018                                 |
| Splinter contrajo la gripe de las ratas, y las Tortugas Ninja deben lidiar con las 7 etapas diferentes que involucra la fiebre. Las Tortugas esperan que Splinter llegue a la etapa final llamada "Debe decir si" para poder pedirle lo que quieran. |          | |                                              |                                                      |                          |                                                      |
| 5a | 5a       | «Rápido y peludo» «The Fast and the Furriest»                                                       | Brendan Clogher                              | Russ Carney & Ron Corcillo                           | 26 de septiembre de 2018 | 13 de octubre de 2018                                |
| Cuando el tanque de tortugas recién construido de Donnie desaparece, él y las tortugas deben encontrarlo. Mientras persiguen a algunos sospechosos habituales, no saben que Splinter se lo llevó ,además está invitado a "cenar" con Carne Sofrita. |          | |                                              |                                                      |                          |                                                      |
| 5b | 5b       | «Batalla de botargas» «Mascot Melee»                                                                | Sebastian Montes                             | Ian Busch                                            | 24 de septiembre de 2018 | 13 de octubre de 2018                                |
| Mientras buscan una nueva túnica para Splinter, las Tortugas atraviesan Times Square, donde luchan contra las mascotas que acechan allí y que se ponen celosas de Raphael. Cuando toman el dinero que Raphael ha ganado, las otras tortugas se visten y toman medidas contra la mascota, hasta que descubren la verdadera identidad de las mascotas como cucarachas mutantes.                                                                                          |          | |                                              |                                                      |                          |                                                      |
| 6a | 6a       | «Caparazón enjaulado» «Shell in a Cell»                                                             | Sebastian Montes                             | Dale Malinowski                                      | 19 de septiembre de 2018 | 27 de octubre de 2018                                |
| Leo despoja a un ídolo de la lucha libre de su título como campeón del mundo después de caer accidentalmente sobre él desde las vigas. Rafa pronto se irrita por la arrogancia de Leo y decide luchar él mismo. Cuando Fantasmoso se une a la pelea, Rafa descubre que Fantasmoso no sigue las reglas. |          | |                                              |                                                      |                          |                                                      |
| 6b | 6b       | «El laberinto del minotauro» «Minotaur Maze»                                                        | Brendan Clogher                              | Jesse Gordon                                         | 6 de octubre de 2018     | 27 de octubre de 2018                                |
| Leo arrastra a sus hermanos a un Laberinto de la Muerte con forma de pizza para obtener un premio final. Pero para reclamarlo, tendrán que competir con el guardián de la pizza en la forma del Minotauro, quien es el asistente del gerente del laberinto. |          | |                                              |                                                      |                          |                                                      |
| 7 | 7        | «Los caza insectos» «Bug Busters»                                                                   | Abe Audish, Brendan Clogher, & Jamie Vickers | Ian Busch, Russ Carney, Ron Corcillo, & Jesse Gordon | 17 de noviembre de 2018  | 11 de mayo de 2019                                   |
| Las Tortugas buscan una manera de eliminar el problema de Oozesquitos de la ciudad de Nueva York antes de que se creen más mutantes. Este complot los pone en conflicto con Gran Mamá en su complot para hacer que los mutantes luchen por su entretenimiento en el Nexo, al que pronto se une Baron Draxum. |          | |                                              |                                                      |                          |                                                      |
| 8a | 8a       | «La pelea más larga» «The Longest Fight»                                                            | Sebastian Montes                             | Ian Busch                                            | 6 de octubre de 2018     | 8 de diciembre de 2018                               |
| Las tortugas tienen dificultades para ver a su ídolo del skate Sydney Allen en las "Finales de Skateboarding extremo" y detener un robo en los grandes almacenes Gilbert realizado por el Clan del pie al mismo tiempo. |          | |                                              |                                                      |                          |                                                      |
| 8b | 8b       | «¡Hypno! ¡Parte dos!» «Hypno! Part Deux!»                                                           | Jamie Vickers                                | Jesse Gordon                                         | 3 de noviembre de 2018   | 8 de diciembre de 2018                               |
| Hipnopótamo regresa y causa estragos en el baile de bienvenida de Abril al hipnotizar a los asistentes. |          | |                                              |                                                      |                          |                                                      |
| 9a | 9a       | «El Gumbus» «The Gumbus»                                                                            | Sebastian Montes                             | Russ Carney & Ron Corcillo                           | 13 de octubre de 2018    | 15 de diciembre de 2018                              |
| Leo, Mikey y Abril investigan un espectro misterioso que acecha en un supermercado temático, lo que los lleva a encontrarse con Baxter Stockboy. |          | |                                              |                                                      |                          |                                                      |
| 9b | 9b       | «Sra. Abrazos» «Mrs. Cuddles»                                                                       | Abe Audish & Jamie Vickers                   | Ian Busch                                            | 20 de octubre de 2018    | 15 de diciembre de 2018                              |
| April y las tortugas hacen que Rafa se enfrente a su mayor miedo: una adorable coneja de un programa de televisión para niños llamada Sra. Abrazos. Sin embargo, las cosas ya no son tan divertidas cuando de repente cobra vida y comienza a cazar a la familia tortuga para alimentarse de sus gritos. |          | |                                              |                                                      |                          |                                                      |
| 10a | 10a      | «Pegados» «Stuck on You»                                                                            | Brendan Clogher                              | Jesse Gordon                                         | 10 de noviembre de 2018  | 22 de diciembre de 2018                              |
| Después de un desafortunado accidente con pegamento, las Tortugas tienen que luchar contra una gran cantidad de villanos mientras están pegadas. |          | |                                              |                                                      |                          |                                                      |
| 10b | 10b      | «El regreso de Albearto» «Al be Back»                                                               | Brendan Clogher                              | F.M. De Marco                                        | 1 de diciembre de 2018   | 22 de diciembre de 2018                              |
| Las Tortugas planean su primer concierto musical público en Albearto Land. Cuando sucede, Albearto y su ejército de osos animatrónicos de las fallidas franquicias de comida rápida de Albearto lo estrellan. |          | |                                              |                                                      |                          |                                                      |
| 11a | 11a      | «La chaqueta morada» «Purple Jacket»                                                                | Abe Audish                                   | Russ Carney & Ron Corcillo                           | 19 de enero de 2019      | 6 de abril de 2019                                   |
| Durante una visita a la escuela de Abril, Donnie se enamora de un exclusivo club de tecnología y se une a ellos en el acto. Sin embargo, cuando los Dragones abusan de su tecnología con fines delictivos, Don se ve obligado a elegir entre detener a los ladrones o perder su preciada chaqueta de membresía morada. |          | |                                              |                                                      |                          |                                                      |
| 11b | 11b      | «El abismo de pizza» «Pizza Pit»                                                                    | Sebastian Montes                             | Brian Posehn                                         | 2 de febrero de 2019     | 6 de abril de 2019                                   |
| Una banda de chicas sin éxito transformadas en animales de madriguera por los Oozesquitos, comienzan a hundir las pizzerías favoritas de las tortugas en el suelo durante la Semana de la Pizza, lo que lleva a las tortugas a perseguirlas antes de que no les quede lugar para conseguir su comida favorita. |          | |                                              |                                                      |                          |                                                      |
| 12a | 12a      | «Guarida inteligente» «Smart Lair»                                                                  | Brendan Clogher                              | Ian Busch                                            | 9 de febrero de 2019     | 13 de abril de 2019                                  |
| Para facilitar sus tareas domésticas, Donnie inventa una nueva inteligencia artificial, S.H.E.L.L.L.D.O.N., que comienza a ver exclusivamente las necesidades de su creador. Descontentos, Rafa, Mikey y Leo eligen volver a cablear el robot, lo que lleva a consecuencias casi fatales para su hermano. |          | |                                              |                                                      |                          |                                                      |
| 12b | 12b      | «Sopa caliente» «Hot Soup: The Game»                                                                | Abe Audish                                   | Russ Carney & Ron Corcillo                           | 16 de febrero de 2019    | 13 de abril de 2019                                  |
| Mikey emprende una misión en solitario para recuperar un videojuego clásico basado en la película Hot Soup de Lou Jitsu. Sin embargo, tendrá que lidiar con la recluta Cassey del Clan del pie que está en una misión muy similar en la misma casa de subastas. |          | |                                              |                                                      |                          |                                                      |
| 13 | 13       | «La liga malvada de mutantes» «The Evil League of Mutants»                                          | Sebastian Montes                             | Jesse Gordon                                         | 26 de enero de 2019      | 18 de mayo de 2019                                   |
| Las Tortugas Ninja terminan enfrentando una nueva y peligrosa amenaza en su amada ciudad cuando Baron Draxum, Huginn y Muninn reúnen a algunos de sus enemigos mutantes más duros como Carne Sofrita, Hipnopótamo, Warren Stone y Repo Mantis en un complot para destruirlos. |          | |                                              |                                                      |                          |                                                      |
| 14a | 14a      | «Cargo por demora» «Late Fee»                                                                       | Abe Audish                                   | Dale Malinowski                                      | 23 de febrero de 2019    | 20 de abril de 2019                                  |
| La simple tarea de devolver un solo DVD justo antes de que se agote el período de préstamo se complica por la locura sin fin en Nueva York, incluido un encuentro con Fantasmoso |          | |                                              |                                                      |                          |                                                      |
| 14b | 14b      | «Botorones» «Bullhop»                                                                               | Sebastian Montes                             | Russ Carney & Ron Corcillo                           | 2 de marzo de 2019       | 20 de abril de 2019                                  |
| Las cosas se ponen feas cuando las Tortugas intentan ayudar a un mutante en forma de botones convertido en toro mutante de nombre Botorones, mientras que al mismo tiempo planean una redada en el Hotel del Nexo para obtener más telaraña pegajosa de Gran mamá. |          | |                                              |                                                      |                          |                                                      |
| 15a | 15a      | «Mezcla mental» «Mind Meld»                                                                         | Jesse Gordon                                 | Jesse Gordon                                         | 19 de marzo de 2019      | 27 de abril de 2019                                  |
| Frustrado por el infantilismo de sus hermanos durante una importante misión, Donnie potencia su inteligencia. Sin embargo, las cosas se salen de control rápidamente cuando también comienzan a mostrar los rasgos de personalidad de Donatello. |          | |                                              |                                                      |                          |                                                      |
| 15b | 15b      | «Nada más que trufas» «Nothing But Truffle»                                                         | Alan WAN                                     | Russ Carney & Ron Corcillo                           | 16 de marzo de 2019      | 27 de abril de 2019                                  |
| Cuando Mikey y Todd espían a Carne Sofrita para aprender su receta más deliciosa, la tortuga y el chef mutante se vuelven mejores amigos después de que Carne Sofrita absorba accidentalmente la amabilidad de Todd. Los dos buscan la trufa lunar extremadamente rara que solo crece cuando la Luna está alineada con Júpiter y se enfrenta a su guardián. |          | |                                              |                                                      |                          |                                                      |
| 16 | 16       | «La sombra del mal» «Shadow of Evil»                                                                | JJ Conway & Alan Wan                         | Ian Busch                                            | 20 de abril de 2019      | 7 de julio de 2019                                   |
| Mientras las Tortugas intentan encontrar piezas de un extraño metal que Baron Draxum está buscando, Splinter tiene la intención de llegar al fondo de estas extrañas actividades en el nuevo trabajo de Abril en Foot Shack. Pronto se entera de que el Clan del pie planea resucitar a su antiguo maestro, Shredder, volviendo a montar la armadura Kuroi Yoroi. Mientras las partes chocan, los secretos del pasado de Splinter finalmente salen a la luz.           |          | |                                              |                                                      |                          |                                                      |
| 17a | 17a      | «Atraco portal» «Portal Jacked»                                                                     | Sebastián Montes                             | Russ Carney & Ron Corcillo                           | 6 de abril de 2019       | 14 de julio de 2019                                  |
| Leo pierde a sus hermanos en un portal y debe aventurarse a la mística Ciudad Oculta para salvarlos mientras arrastra al Señor Hueso en el viaje. Sospecha que están en el barco pirata dirigido por el hermano del Señor Hueso, el Capitán Piel. |          | |                                              |                                                      |                          |                                                      |
| 17b | 17b      | «Warren e Hypno, Mejores Amigos» «Warren & Hypno, Sitting on a Tree»                                | JJ Conway                                    | Jesse Gordon                                         | 1 de junio de 2019       | 14 de julio de 2019                                  |
| Baron Draxum, Huginn y Muninn quieren el guante que Warren Stone tiene, que es parte de la armadura Kuroi Yōroi, pero él no lo dejará sin pelear y traicionarlo. Mientras las tortugas se involucran con el compañero de cuarto de Warren, Hipnopótamo. |          | |                                              |                                                      |                          |                                                      |
| 18a | 18a      | «Operación: Normal» «Operation: Normal»                                                             | Alan Wan                                     | Laura Sreebny                                        | 8 de junio de 2019       | 21 de julio de 2019                                  |
| Leo y Donnie intentan desesperadamente ayudar a Abril a disfrutar de un día tranquilo con una nueva amiga llamada Sunita. Aprenden que ella es una Yōkai limo que usa un amuleto especial para convertirse en humana. Pronto son el objetivo del Clan del pie ya que las botas que usa la forma humana de Sunita son parte del Kuroi Yōroi. |          | |                                              |                                                      |                          |                                                      |
| 18b | 18b      | «Compañero de práctica» «Sparring Partner»                                                          | Abe Audish                                   | Ian Busch                                            | 13 de abril de 2019      | 21 de julio de 2019                                  |
| Rafa se hace amigo de un nuevo compañero de entrenamiento en forma de Frankenpie y debe mantenerlo en secreto de sus hermanos, a quienes no les gusta el chico. Cuando Frankenpie es expulsado de la guarida, esto le da la oportunidad de unirse al Clan del pie. |          | |                                              |                                                      |                          |                                                      |
| 19a | 19a      | «Mesero campeón» «You Got Served»                                                                   | Sebastián Montes                             | Ian Busch                                            | 15 de junio de 2019      | 28 de julio de 2019                                  |
| El señor Hueso acaba de recordar que una pandilla de ogros y una pandilla de reptiles llamaron para tener reservas en su pizzería. Mientras ayudan al señor Hueso ya que sus empleados huyeron, Leo y Mikey se desvían de la competencia fraternal. Deben superar esto para mantener la paz mientras intentan no destruir la pizzería. |          | |                                              |                                                      |                          |                                                      |
| 19b | 19b      | «Como hacer enemigos y manipular a las personas» «How to Make Enemies and Bend People to Your Will» | Abe Audish                                   | Russ Carney & Ron Corcillo                           | 22 de junio de 2019      | 28 de julio de 2019                                  |
| Baron Draxum lucha por subir la escalera en el Clan del pie mientras que Cassey estaba disgustada porque aún no había obtenido su marca. Al encontrar una escapatoria donde un miembro del clan que puede superar a un líder interino puede asumir esta posición, Draxum lleva a la recluta a organizar un sabotaje. Mientras tanto, las Tortugas organizan un concurso para ver quién puede soportar el olor de la flor del cadáver en los mismos jardines botánicos. |          | |                                              |                                                      |                          |                                                      |
| 20a | 20a      | «La biblioteca mística» «Mistic Library»                                                            | Sebastián Montes                             | Russ Carney & Ron Corcillo                           | 29 de junio de 2019      | 10 de agosto de 2019                                 |
| Las Tortugas sondean las profundidades de una misteriosa biblioteca oculta en busca de una forma de rescatar a Caos del espejo del baño de Abril. |          | |                                              |                                                      |                          |                                                      |
| 20b | 20b      | «El juego púrpura» «The Purple Game»                                                                | Alan Wan                                     | Jesse Gordon                                         | 6 de julio de 2019       | 10 de agosto de 2019                                 |
| Cuando un nuevo videojuego competitivo arrasa en Nueva York, Donnie hará cualquier cosa para alcanzar el puesto número 1. Donnie no sabe que el videojuego fue creado por Los dragones morados como una forma de vengarse de él. |          | |                                              |                                                      |                          |                                                      |

### Temporada 2 (2019-2020)
| N° serie | N° temp. | Título                                                                                    | Dirección                                                    | Guion                                                                                                  | Estreno original        | Estreno en Latinoamérica                       |
| --- | -------- | ----------------------------------------------------------------------------------------- | ------------------------------------------------------------ | --- | ----------------------- | ---------------------------------------------- |
| 21a | 1a       | «Desechada pero no olvidada» «Flushed, But Never Forgotten»                               | Alan Wan                                                     | Dale Malinowski                                                                                        | 12 de octubre de 2019   | 27 de septiembre de 2020                       |
| Las Tortugas tienen un secreto que regresará a atormentarlas. |          |                                                                                           |                                                              | |                         |                                                |
| 21b | 1b       | «Los juegos de la guarida» «Lair Games»                                                   | JJ Conway                                                    | Jesse Gordon                                                                                           | 12 de octubre de 2019   | 27 de septiembre de 2020                       |
| Abril presenta su documental galardonado sobre el evento anual de las Tortugas: Los juegos de la guardia. |          |                                                                                           |                                                              | |                         |                                                |
| 22a | 2a       | «El hombre contra las alcantarillas» «Man VS. Sewer»                                      | Abe Audish                                                   | Dale Malinowski                                                                                        | 19 de octubre de 2019   | 2 de agosto de 2020                            |
| 22b | 2b       | «La amenaza mutante» «The Muntant Menace»                                                 | JJ Conway                                                    | Russ Carney & Ron Dorcilo                                                                              | 19 de octubre de 2019   | 2 de agosto de 2020                            |
| 23a | 3a       | «Las tortu-noches: La balada del hombre-rata» «Turtle-Dega Nights: The Ballad of Rat Man» | Abe Audish                                                   | Jesse Gordon                                                                                           | 26 de octubre de 2019   | 9 de agosto de 2020                            |
| 23b | 3b       | «El antiguo arte ninja de las escondidas» «The Ancient Art of Ninja Hide and Seek»        | Sebastián Montes                                             | Ian Busch                                                                                              | 26 de octubre de 2019   | 9 de agosto de 2020                            |
| 24a | 4a       | «La basura de uno» «One Man’s Junk»                                                       | Abe Audish                                                   | Russ Carney & Ron Corcillo                                                                             | 2 de noviembre de 2019  | 16 de agosto de 2020                           |
| 24b | 4b       | «Día nevado» «Snow Day»                                                                   | Sebastian Montes                                             | Dale Malinowski                                                                                        | 2 de noviembre de 2019  | 16 de agosto de 2020                           |
| 25a | 5a       | «Camuflaje porcino» «Cloak and Swaggart»                                                  | Alan Wan                                                     | Jason Meire                                                                                            | 9 de noviembre de 2019  | 23 de agosto de 2020                           |
| 25b | 5b       | «Jupiter Jim Ahoy» «Jupiter Jim Ahoy!»                                                    | Abe Audish                                                   | Ian Busch                                                                                              | 9 de noviembre de 2019  | 23 de agosto de 2020                           |
| 26 | 6        | «Locura en el tren de mamá» «Insane in the Mama Train»                                    | Sebastian Montes                                             | Jesse Gordon                                                                                           | 16 de noviembre de 2019 | 30 de agosto de 2020                           |
| 27 | 7        | «Juego final» «End Game»                                                                  | Abe Audish                                                   | Russ Carney & Ron Corcillo                                                                             | 16 de noviembre de 2019 | 6 de septiembre de 2020                        |
| Las Tortugas y Splinter deben evitar que el barón Draxum consiga la última pieza de la armadura oscura. |          |                                                                                           |                                                              | |                         |                                                |
| 28 | 8        | «Retornos desagradables» «Many Unhappy Returns»                                           | Kevin Molina-Ortiz & Sebastian Montes                        | Ian Busch                                                                                              | 23 de noviembre de 2019 | 13 de septiembre de 2020                       |
| Las Tortugas deben detener a un insistente sujeto de destruir la ciudad de Nueva York, pero los problemas llegan cuando se separan para resolver las cosas. |          |                                                                                           |                                                              | |                         |                                                |
| 29a | 9a       | «Los exploradores de Todd» «Todd Scouts»                                                  | JJ Conway                                                    | Jesse Gordon                                                                                           | 30 de noviembre de 2019 | 20 de septiembre de 2020                       |
| Las tortugas necesitan aprender a escuchar y estar en contacto con la naturaleza para poder salvar a Todd después de ser secuestrado por un grupo de cazadores. |          |                                                                                           |                                                              | |                         |                                                |
| 29b | 9b       | «Gárgolas, gárgolas, gárgolas» «Goyles, Goyles, Goyles»                                   | Abe Audish                                                   | Russ Carney & Ron Corcillo                                                                             | 30 de noviembre de 2019 | 20 de septiembre de 2020                       |
| Huginn y Muninn recuerdan su primer día trabajando para el Barón Draxum. |          |                                                                                           |                                                              | |                         |                                                |
| 30a | 10a      | «Rebeldía púrpura» «Breaking Purple»                                                      | JJ Conway                                                    | Jesse Gordon                                                                                           | 24 de abril de 2020     | 4 de octubre de 2020                           |
| El "estilo paternal" de Donnie ocasiona que S.H.E.L.L.D.O.N. huya lejos de casa. |          |                                                                                           |                                                              | |                         |                                                |
| 30a | 10a      | «Reparando al Barón» «Repairin' the Baron»                                                | Alan Wan                                                     | Russ Carney & Ron Corcillo                                                                             | 24 de abril de 2020     | 4 de octubre de 2020                           |
| Mikey emprende una alocada misión: tratar de que Draxum tolere a los humanos. |          |                                                                                           |                                                              | |                         |                                                |
| 31a | 11a      | «Engreído» «Air Turtle»                                                                   | Sebastian Montes                                             | Jesse Gordon                                                                                           | 24 de abril de 2020     | 11 de octubre de 2020                          |
| Leo obtiene su trabajo soñado como mascota del equipo local de basquetbol. |          |                                                                                           |                                                              | |                         |                                                |
| 31b | 11b      | «Las bolitas de pizza» «Pizza Puffs»                                                      | JJ Conway                                                    | Russ Carney & Ron Corcillo                                                                             | 24 de abril de 2020     | 11 de octubre de 2020                          |
| Rafa le enseña a sus hermanos a ser responsables después de que comen unas bolitas de pizza mezcladas con una misteriosa toxina. |          |                                                                                           |                                                              | |                         |                                                |
| 32a | 12a      | «¡Compañero a la vista!» «Sidekick Ahoy!»                                                 | Jake Castorena                                               | Ian Busch                                                                                              | 15 de mayo de 2020      | 18 de octubre de 2020                          |
| El héroe espacial, y estrella de cine, favorito de nuestros héroes necesita un compañero, las tortugas harán lo que puedan para obtener su trabajo soñado. |          |                                                                                           |                                                              | |                         |                                                |
| 32b | 12b      | «La misión en la ciudad oculta» «The Hidden City Job»                                     | Sebastian Montes                                             | Russ Carney & Ron Corcillo                                                                             | 15 de mayo de 2020      | 18 de octubre de 2020                          |
| Leo y el Señor Hueso ayudan al reformado Capitán Piel en una última y peligrosa misión. |          |                                                                                           |                                                              | |                         |                                                |
| 33a | 13a      | «Brownies por siempre» «Always Be Brownies»                                               | JJ Conway                                                    | Jesse Gordon                                                                                           | 15 de mayo de 2020      | 25 de octubre de 2020                          |
| Abril y Splinter se enfrentan por accidente a una peligrosa pandilla de niñas de secundaria que venden brownies. |          |                                                                                           |                                                              | |                         |                                                |
| 33b | 13b      | «La carne misteriosa» «Mystery Meat»                                                      | Sebastian Montes                                             | Russ Carney & Ron Corcillo                                                                             | 15 de mayo de 2020      | 25 de octubre de 2020                          |
| La carne de la cafetería del Barón Draxum cobra vida y aterroriza la escuela de Abril. |          |                                                                                           |                                                              | |                         |                                                |
| 34a | 14a      | «Donnie contra el pueblo de las brujas» «Donnie vs. Witch Town»                           | Abe Audish                                                   | Ian Busch                                                                                              | 19 de junio de 2020     | 1 de noviembre de 2020                         |
| Como fiel hombre de ciencia, Donnie no puede aceptar que Abril busque a las brujas para pedir ayuda mística para un proyecto de ciencia. |          |                                                                                           |                                                              | |                         |                                                |
| 34b | 14b      | «El recorrido de Rafa» «Raph's Ride-Along»                                                | JJ Conway                                                    | Russ Carney & Ron Corcillo                                                                             | 19 de junio de 2020     | 1 de noviembre de 2020                         |
| Rafa es confundido con un abominable criminal en Ciudad Oculta. |          |                                                                                           |                                                              | |                         |                                                |
| 35a | 15a      | «Los más buscados de Ciudad Oculta» «Hidden City's Most Wanted»                           | Jake Castorena                                               | Jesse Gordon                                                                                           | 19 de junio de 2020     | 6 de diciembre de 2020                         |
| 35b | 15b      | «Mal día para el cabello» «Bad Hair Day»                                                  | Sebastian Montes                                             | Russ Carney & Ron Corcillo                                                                             | 19 de junio de 2020     | 6 de diciembre de 2020                         |
| 36a | 16a      | «Furia Peluda» «Fists of Furry»                                                           | JJ Conway                                                    | Ian Busch                                                                                              | 17 de julio de 2020     | 8 de noviembre de 2020                         |
| Abril y las Tortugas deben ayudar a Splinter a salvar su cadena de dojos que un malvado rival quiere desaparecer. |          |                                                                                           |                                                              | |                         |                                                |
| 36b | 16b      | «La ropa no hace a la tortuga» «The Clothes Don't Make the Turtle»                        | Jake Castorena                                               | Jesse Gordon                                                                                           | 17 de julio de 2020     | 8 de noviembre de 2020                         |
| Hipno-Pótamo atrapa a las Tortugas en un montaje mágico de una película de los 80. |          |                                                                                           |                                                              | |                         |                                                |
| 37 | 17       | «La batalla del nexo: Nueva York» «Battle Nexus: New York»                                | Kevin Molina-Ortiz & Alan Wan                                | Dale Malinowski                                                                                        | 17 de julio de 2020     | 15 de noviembre de 2020                        |
| Gran Mamá convierte la Ciudad de Nueva York en su nueva arena para la Batalla del Nexo y las Tortugas tienen que pelear para salvar a sus seres queridos. |          |                                                                                           |                                                              | |                         |                                                |
| 3839 | 1819     | «Final» «Final»                                                                           | Sebastian Montes JJ Conway Jake Castorena Kevin Molina-Ortiz | Josh Riley Brown,Ian Busch, Russ Carney y Ron Corcillo, Tony Gama-Lobo y Dale Malinowski (parte 3 & 4) | 7 de agosto de 2020     | 22 de noviembre de 202029 de noviembre de 2020 |
| Final - Parte 1: Brillo eterno de la mente inmaculada: Un enemigo poderoso regresa, y la única esperanza de todos yace en un lugar muy peligroso, la mente de Splinter. Final - Parte 2: Shreddy o no Las Tortugas conocen a una parienta lejana de Splinter y hallan a una nueva aliada. Final - Parte 3: Anatawa Hitorijanai: Las Tortugas se ven obligadas a retirarse a los bosques de Nueva Jersey. Final - Parte 4: Ascenso: En su intento por salvar a Nueva York y a la Ciudad Oculta, las Tortugas se preparan para la mayor batalla de todas. |          |                                                                                           |                                                              | |                         |                                                |

## Emisión
La serie se estrenó en Nickelodeon para Estados Unidos el 17 de septiembre de 2018. La serie se estrenó como un anticipo de YTV en Canadá el 27 de julio del mismo año y se estrenó oficialmente el 21 de septiembre de ese año. En el Reino Unido, el programa se transmite en Nicktoons y Channel 5. En Latinoamérica se estrenó en Nicktoons Latinoamérica y Nickelodeon Latinoamérica.

## Mercadotecnia

### Cómics
En abril de 2018, se anunció que IDW Publishing publicaría una serie de cómics basada en esta serie, a partir de julio de 2018.

### Juguetes
El 16 de febrero de 2018, los primeros juguetes basados en la serie se presentaron durante la Feria del Juguete de la Ciudad de Nueva York. Los primeros juguetes de Rise of the Teenage Mutant Ninja Turtles se estrenarían el 1 de octubre de 2018, pero ya comenzaron a filtrarse en las tiendas el 20 de septiembre de 2018.
En agosto de 2018, la cadena estadounidense de comida rápida Sonic Drive-In lanzó un conjunto de juguetes para niños basados en la serie, que están disponibles en sus comidas "Wacky Pack".

### Videojuegos
Durante los meses previos al estreno de la serie, Viacom y Nintendo colaboraron para comercializar El ascenso de las tortugas ninja a través de un evento especial multijugador en línea por tiempo limitado para el videojuego Splatoon 2 de 2017, en el que Inklings podían participar en un torneo "Splatfest", luchando por cuál de los cuatro hermanos es el mejor. Donatello ganó en general, superando a Mikey en la primera ronda, y Raphael (quien a su vez venció a Leonardo) en las finales.

## Premios y nominaciones
| Año  | Premiación          | Categoría                                                                       | Nominación                                                | Resultado | Referencia |
| ---- | ------------------- | ------------------------------------------------------------------------------- | --------------------------------------------------------- | --------- | ---------- |
| 2019 | Premios Annie       | Mejor producción animada de televisión/transmisión para niños                   | Rise of the Teenage Mutant Ninja Turtles                  | Nominada  | [ 7 ]      |
| 2019 | Premios Annie       | Efectos animados en una producción animada de televisión/transmisión            | Jeffrey Lai                                               | Nominada  |            |
| 2019 | Daytime Emmy Awards | Serie animada infantil excepcional                                              | Rise of the Teenage Mutant Ninja Turtles                  | Nominada  |            |
| 2019 | Premios Annie       | Guion gráfico en una producción animada de televisión/transmisión               | Kevin Molina-Ortiz                                        | Ganada    |            |
| 2019 | Kids' Choice Awards | Serie animada favorita                                                          | Rise of the Teenage Mutant Turtles                        | Nominada  |            |
| 2019 | Golden Reel Award   | efectos de sonido, foley, música, diálogo y ADR para animación de formato corto |                                                           | Nominada  |            |
| 2020 | Premios Annie       | Mejor Producción animada de televisión/radiodifusión para niños                 | Rise of the Teenage Mutant Turtles                        | Nominada  |            |
| 2020 | Golden Reel Award   | Efectos de sonido, foley, música, diálogo y ADR para animación de formato corto |                                                           | Nominada  |            |
| 2021 | Premios Annie       | Mejor Producción animada de televisión/medios para público infantil             | Rise of the Teenage Mutant Turtles Finale Part 4: "Rise". | Nominada  |            |
| 2021 | Premios Annie       | Mejor dirección de producción en televisión/medios animados                     | Alan Wan                                                  | Nominada  |            |

## Película
El 5 de febrero de 2019, se anunció que se estaba produciendo un largometraje basado en la serie, para la plataforma de streaming Netflix. El ascenso de las tortugas ninja: La película que trata sobre las tortugas salvando al mundo de los Krang. La película estaba programada para estrenarse en 2021, pero terminó estrenándose el 5 de agosto de 2022.